# Nazionale maschile di rugby a 7 del Sudafrica
La nazionale di rugby a 7 del Sudafrica, soprannominata Blitzboks (Blitzbokke in afrikaans) per la velocità del gioco, è la selezione che rappresenta il Sudafrica a livello internazionale nel rugby a 7. Partecipa regolarmente a tutti i tornei delle World Rugby Sevens Series, alla Coppa del Mondo di rugby a 7 e ai Giochi del Commonwealth.
Dopo la riammisione del Sudafrica in seguito alla fine dell'apartheid, la nazionale sudafricana ha disputato il suo primo torneo partecipando nel 1993 all'Hong Kong Sevens. Ha raggiunto la finale della Coppa del Mondo 1997, perdendo 24-21 contro le Figi. Durante la stagione 2008-09 ha vinto per la prima volta le Sevens World Series.
Il Sudafrica ha vinto la medaglia d'oro ai Giochi del Commonwealth di Glasgow 2014 interrompendo l'imbattibilità della Nuova Zelanda in questa competizione che durava fin dall'introduzione del rugby a 7 avvenuta nel 1998.
Nel torneo olimpico inaugurale, disputato durante i Giochi di Rio de Janeiro 2016, la nazionale sudafricana ha conquistato la medaglia di bronzo sconfiggendo nella finale per il 3º posto il Giappone col punteggio 54-14. A Parigi 2024 riesce nuovamente a conquistare il bronzo, superando 26-19 l'Australia nella finale per il terzo posto.
Reduce da due Sevens World Series vinte consecutivamente, alla Coppa del Mondo 2018 ottiene il 3º posto vincendo 24-19 contro i campioni olimpici uscenti delle Figi.

## Palmarès
- Giochi olimpici

Rio de Janeiro 2016: medaglia di bronzo
Parigi 2024: medaglia di bronzo
- World Rugby Sevens Series: 3

2008-09, 2016-17, 2017-18
- Giochi mondiali

Duisburg 2005: medaglia d'argento
Kaohsiung 2009: medaglia di bronzo
Cali 2013: medaglia d'oro
- Giochi del Commonwealth

Manchester 2002: medaglia di bronzo
Delhi 2010: medaglia di bronzo
Glasgow 2014: medaglia d'oro

## Partecipazioni ai principali tornei internazionali
- 2016:  3º posto
- 2020: 5º posto
- 2024:  3º posto

- 1993: quarti di finale
- 1997:  2º posto
- 2001: quarti di finale
- 2005: quarti di finale
- 2009: quarti di finale
- 2013: quarti di finale
- 2018:  3º posto
- 2022: 7º posto

- 1999-00: 5º posto
- 2000-01: 5º posto
- 2001-02:  2º posto
- 2002-03: 4º posto
- 2003-04: 5º posto
- 2004-05: 4º posto
- 2005-06:  3º posto
- 2006-07: 4º posto
- 2007-08:  2º posto
- 2008-09:  1º posto
- 2009-10: 6º posto
- 2010-11:  2º posto
- 2011-12: 5º posto
- 2012-13:  2º posto
- 2013-14:  2º posto
- 2014-15:  2º posto
- 2015-16:  2º posto
- 2016-17:  1º posto
- 2017-18:  1º posto
- 2018-19: 4º posto
- 2019-20:  2º posto

- 1998: quarti di finale
- 2002:  3º posto
- 2006: finalista Plate
- 2010:  3º posto
- 2014:  1º posto
- 2018: 4º posto